# چیویتانووا دل سانیو

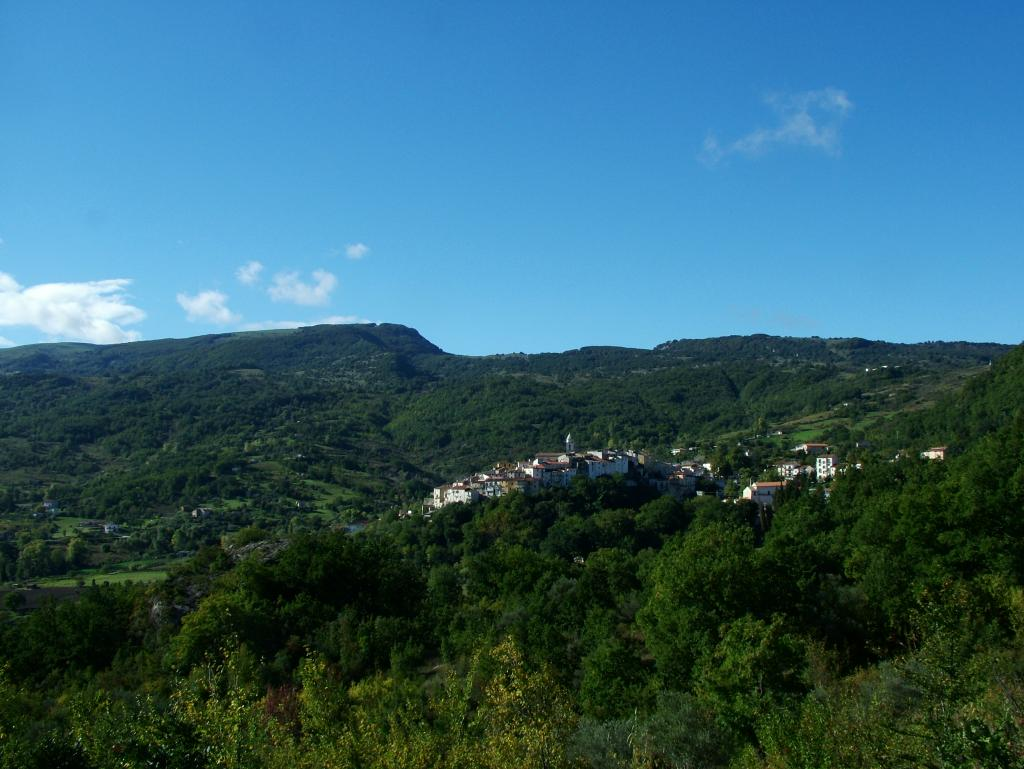
نمایی از چیویتانووا دل سانیو

چیویتانووا دل سانیو (به ایتالیایی: Civitanova del Sannio) یک کومونه در ایتالیا است که در استان ایسرنیا واقع شده‌است.

## خصوصیات
چیویتانووا دل سانیو ۵۵٫۸ کیلومترمربع مساحت و ۹۳۱ نفر جمعیت دارد.